# Phyxioschema raddei
Phyxioschema raddei är en spindelart som beskrevs av Simon 1889. Phyxioschema raddei ingår i släktet Phyxioschema och familjen Dipluridae. Inga underarter finns listade i Catalogue of Life.